# Arrietty the Borrower
Arrietty the Borrower (Japans: 借りぐらしのアリエッティ; Hepburn: Karigurashi no Arietti) is een Japanse animefilm uit 2010 van Studio Ghibli, geregisseerd door Hiromasa Yonebayashi. De film is gebaseerd op het jeugdboek The Borrowers van Mary Norton uit 1957.

## Verhaal
De jeugdfilm gaat over Arrietty, een meisje van 14 jaar dat een Borrower, een "lener" is. Leners zijn piepkleine mensjes die leven van dingen die ze 'lenen' van de 'grote mensen', gewone mensen. Een deel van de film toont een deel van de moeilijkheden, gevaren, avonturen en verwondering die de leners tegenkomen in hun dagelijks leven en de ontwikkeling van een vriendschap tussen Arrietty de lener en een jongen van de 'grote mensen'.